# Mary Mouser
assinatura

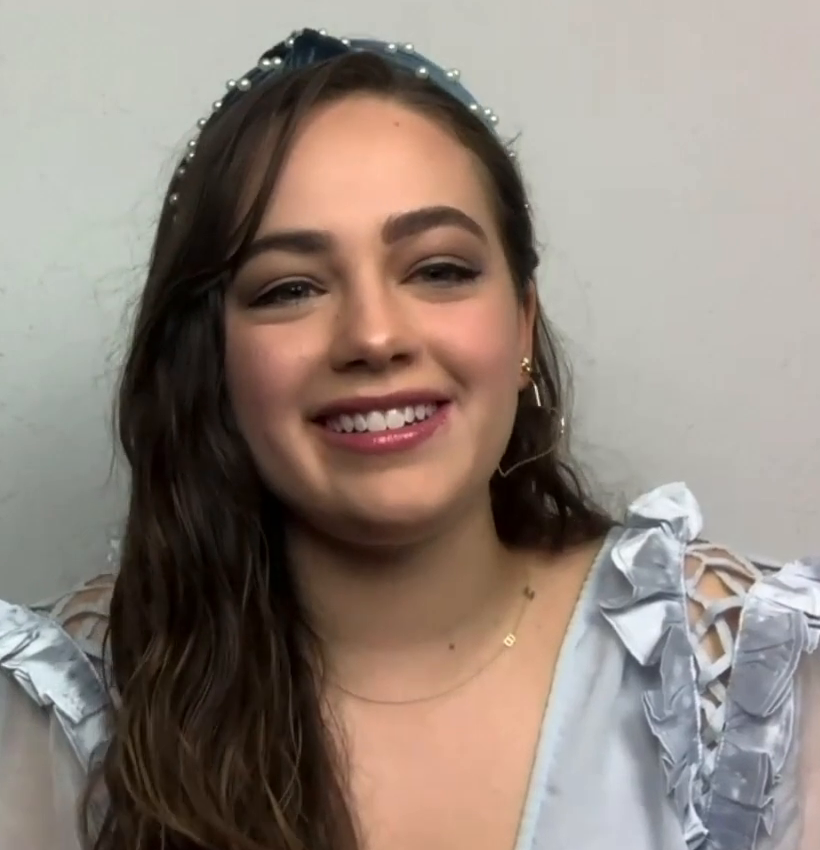
Mary Mouser em 2021

Mary Mouser (Pine Bluff - 9 de maio de 1996) é uma atriz americana. Ela é mais conhecida por seu papel como Samantha LaRusso na série da Netflix Cobra Kai, e Lacey Fleming na série da ABC Body of Proof . Ela também assumiu o papel de Karen Grant, filha de Fitz & Mellie em Scandal na 4ª temporada. Ela é casada com o ator Tanner Buchanan de Cobra kai

## Biografia
Ela tem dois irmãos, Aaron Parker e Laura Ashley, que também estão no ramo de atuação.  . Em 2009, ela foi diagnosticada com diabetes tipo 1 .

## Carreira
Mouser começou sua carreira aos seis anos de idade, quando foi escolhida como foto-duplo da personagem de Abigail Breslin em Signs .
Ela foi destaque na série Starz Kids & Family Eloise: The Animated Series como a voz de Eloise e apareceu como a protagonista infantil no filme original do Hallmark Channel A Stranger's Heart . Ela fez trabalhos de voz para filmes de animação como Dragon Hunters, Tarzan II e Pom Poko, e foi uma dubladora na série de drama de áudio, Adventures in Odyssey como Samantha McKay, irmã mais nova de Grady McKay.
Ela também apareceu em papéis de protagonista convidada em CSI: Crime Scene Investigation, Without a Trace, The King of Queens, Monk, Inconceivable, Scrubs, One Life to Live e teve um papel recorrente em NCIS como a filha de Leroy Jethro Gibbs, Kelly. Ela também teve um papel regular na série da CW Life Is Wild como Mia Weller, por 13 episódios. No Best of Fest Awards de 2006 no KIDS FIRST! Film and Video Festival, Mouser recebeu o Outstanding Performance Award por seu trabalho de dublagem em Eloise: The Animated Series . Mouser também estrelou em Lie To Me e em Ghost Whisperer como o personagem Madison, estrelou o drama médico da ABC Body of Proof como a filha de Dana Delany, Lacey Fleming . Mouser desempenhou os papéis de Savannah O'Neal e Emma Reynolds no filme original do Disney Channel Frenemies, que foi lançado em 2012.
Desde 2018, ela interpreta Samantha (Sam) LaRusso, estudante do ensino médio e de karatê, na série Cobra Kai, lançada inicialmente pelo YouTube Premium e depois pela Netflix, onde faz parte do elenco principal. Mary também apareceu em um episódio de Mind Field (S2 E5) no canal VSauce no YouTube .

## Filmografia

### Filmes
| Ano  | Título                                                     | Função                              | Notas       |
| ---- | ---------------------------------------------------------- | ----------------------------------- | ----------- |
| 2005 | Pom Poko                                                   | Vozes adicionais                    |             |
| 2005 | Filho da Máscara                                           | Alvey Avery (voz)                   |             |
| 2005 | Tarzan II                                                  | (voz)                               | Vídeo       |
| 2005 | Final Fantasy VII: Advent Children                         | Vozes adicionais                    |             |
| 2006 | Holly Hobbie e Amigos: Desejos de Natal                    | Lill (voz)                          | Vídeo curto |
| 2006 | Sr. Conserte                                               | Christine Pastore                   |             |
| 2007 | LA Blues                                                   | Sara                                |             |
| 2007 | Penny Terrível                                             | Clara Fowler                        | Filme curto |
| 2008 | Caçadores de Dragões                                       | Zoé (voz)                           |             |
| 2008 | Delgo                                                      | Bebê Delgo (voz)                    |             |
| 2008 | Bola não mente                                             | Júlia                               |             |
| 2009 | Guerra de noivas                                           | (voz)                               |             |
| 2009 | The Hole                                                   | Aninha (voz)                        |             |
| 2011 | Todas as crianças contam                                   | Carla                               |             |
| 2014 | Medeias                                                    | Rute                                | [ 6 ]       |
| 2014 | Campo de sapatos perdidos                                  | Libby Clinedinst, uma garota local. | [ 7 ]       |
| 2014 | Alexandre e o Dia Terrível, Horrível, Nada Bom, Muito Ruim | Audrey Gibson                       |             |
| 2018 | Portões da Escuridão                                       | Michelle                            |             |

### Televisão
| Year      | Title                          | Role                   | Notes                                                             |
| --------- | ------------------------------ | ---------------------- | ----------------------------------------------------------------- |
| 2004      | Without a Trace                | Amy Rose               | Episode: "Nickel and Dimed: Part 2"                               |
| 2005      | Scrubs                         | Little Girl            | Episode: "My Lips Are Sealed"                                     |
| 2005      | Monk                           | Princess Girl          | Episode: "Mr. Monk Goes Home Again"                               |
| 2005      | Inconceivable                  | Kylie                  | Episode: "Between an Egg and a Hard Place"                        |
| 2005      | CSI: Crime Scene Investigation | Cassie McBride         | Episode: "Gum Drops"                                              |
| 2005      | The King of Queens             | Marissa                | Episode: "Move Doubt"                                             |
| 2005–2012 | NCIS                           | Kelly Gibbs            | Recurring role, 9 episodes                                        |
| 2006      | Mindy and Brenda               | Young Girl             | Television film                                                   |
| 2006–2007 | Eloise: The Animated Series    | Eloise                 | Voice role; main role; 6 episodes                                 |
| 2007      | A Stranger's Heart             | Cricket                | Television film                                                   |
| 2007      | State of Mind                  | Ashley Petrovsky       |                                                                   |
| 2007–2008 | Life Is Wild                   | Mia Weller             | Main role, 13 episodes                                            |
| 2008      | Life                           | Carin Sutter           | Episode: "Black Friday"                                           |
| 2009      | Lie to Me                      | Tyler Seeger           | Episode: "Control Factor"                                         |
| 2009–2010 | Chowder                        | Marmalade / Ambrosia   | Voice role; episodes: "A Faire to Remember", "Chowder Grows Up"   |
| 2010      | Ghost Whisperer                | Madison                | Episode: "Dead to Me"                                             |
| 2011–2013 | Body of Proof                  | Lacey Fleming          | Main role, 36 episodes                                            |
| 2012      | Frenemies                      | Emma / Savannah        | Television film                                                   |
| 2012      | Drop Dead Diva                 | Chloe Surnow           | Episode: "Crushed"                                                |
| 2013–2015 | The Fosters                    | Sarah                  | Episodes: "Saturday", "The Fallout," "Not That Kind Of Girl"      |
| 2014      | Saint Francis                  | Kimberly Quinlan       | Television film                                                   |
| 2014      | Scandal                        | Karen Grant            | Episodes: "Like Father, Like Daughter," "Baby, It's Cold Outside" |
| 2014      | Criminal Minds                 | Rebecca Farland        | Episode: "Amelia Porter"                                          |
| 2015      | Maron                          | Sydney Maron           | Episode: "Marc's Niece"                                           |
| 2015      | The Devil You Know             | Earth Fenn             | Unsold television pilot                                           |
| 2015      | CSI: Cyber                     | Shelby Lockhart        | Episode: "iWitness"                                               |
| 2016      | Freakish                       | Mary Jones             | Hulu original series                                              |
| 2017      | Scorpion                       | Ada Mouser             | Episode: "Don't Burst My Bubble"                                  |
| 2018–2025 | Cobra Kai                      | Samantha "Sam" LaRusso | Main role                                                         |
| 2018      | Happy Together                 | Diane                  | Episode: "How Jake and Claire Met"                                |
| 2019      | Room 104                       | Adrianne/Lisa          | Episode: "Prank Call"                                             |
| 2022      | Nailed It!                     | Herself                | Episode: "Cobra Kai"                                              |

### Videogames
| Ano  | Título                                 | Função | Notas                   |
| ---- | -------------------------------------- | ------ | ----------------------- |
| 2010 | The Lord of the Rings: Aragorn's Quest | Elanor | Videogame; papel de voz |

## Prêmios e indicações
| Ano  | Prêmio               | Categoria                                                                       | Trabalhar | Resultado |
| ---- | -------------------- | ------------------------------------------------------------------------------- | --- | --------- |
| 2008 | Prêmio Jovem Artista | Melhor Performance em Filme para TV, Minissérie ou Especial - Atriz Coadjuvante | style="text-align:center;background: #ffdddd;vertical-align: middle;" class="table-no2"\| Indicado                     |           |
| 2008 | Prêmio Jovem Artista | Melhor Performance em Série de TV - Atriz Jovem Coadjuvante                     | A vida é selvagem \|style="text-align:center;background: #ffdddd;vertical-align: middle;" class="table-no2"\| Indicado |           |